# Avalon (Nova Jersey)
Avalon és una població dels Estats Units a l'estat de Nova Jersey. Segons el cens del 2007 tenia 2.103 habitants.

## Demografia
Segons el cens del 2000, Avalon tenia 2.143 habitants, 1.045 habitatges, i 668 famílies. La densitat de població era de 196,5 habitants/km².
Dels 1.045 habitatges en un 12,9% hi vivien nens de menys de 18 anys, en un 56,7% hi vivien parelles casades, en un 5,5% dones solteres, i en un 36% no eren unitats familiars. En el 33,4% dels habitatges hi vivien persones soles el 17,8% de les quals corresponia a persones de 65 anys o més que vivien soles. El nombre mitjà de persones vivint en cada habitatge era de 2,05 i el nombre mitjà de persones que vivien en cada família era de 2,56.
Per edats la població es repartia de la següent manera: un 14,1% tenia menys de 18 anys, un 2,9% entre 18 i 24, un 16,3% entre 25 i 44, un 33,9% de 45 a 60 i un 32,7% 65 anys o més.
L'edat mediana era de 56 anys. Per cada 100 dones de 18 o més anys hi havia 91 homes.
La renda mediana per habitatge era de 59.196 $ i la renda mediana per família de 72.750 $. Els homes tenien una renda mediana de 60.227 $ mentre que les dones 39.886 $. La renda per capita de la població era de 50.016 $. Aproximadament el 2,2% de les famílies i el 4,3% de la població estaven per davall del llindar de pobresa.

## Poblacions més properes
El següent diagrama mostra les poblacions més properes.